# Novembergruppe

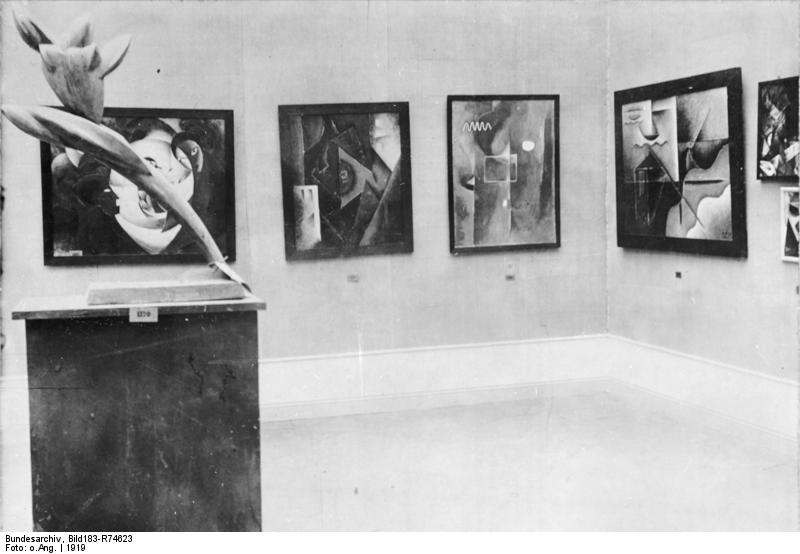
Blick in den Saal der Novembergruppe, Große Berliner Kunstausstellung 1919

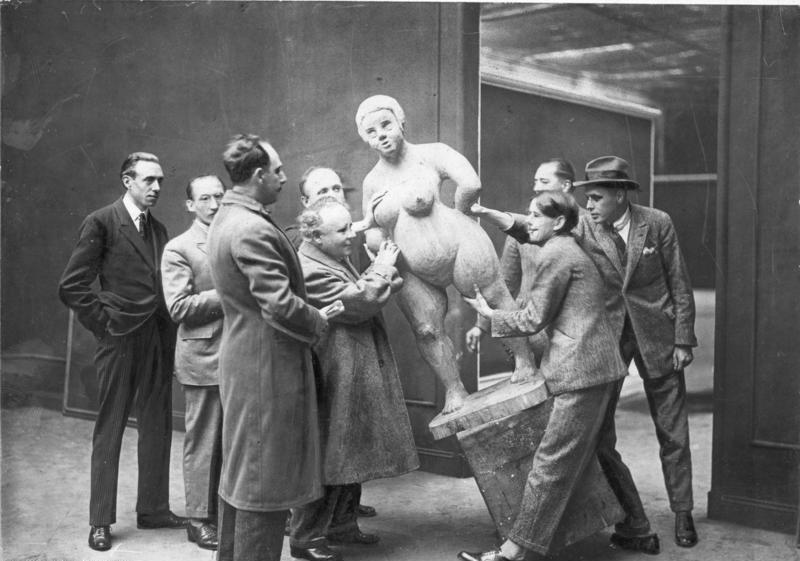
Vorbereitung zur Eröffnung der Großen Berliner Kunstausstellung, Juni 1924

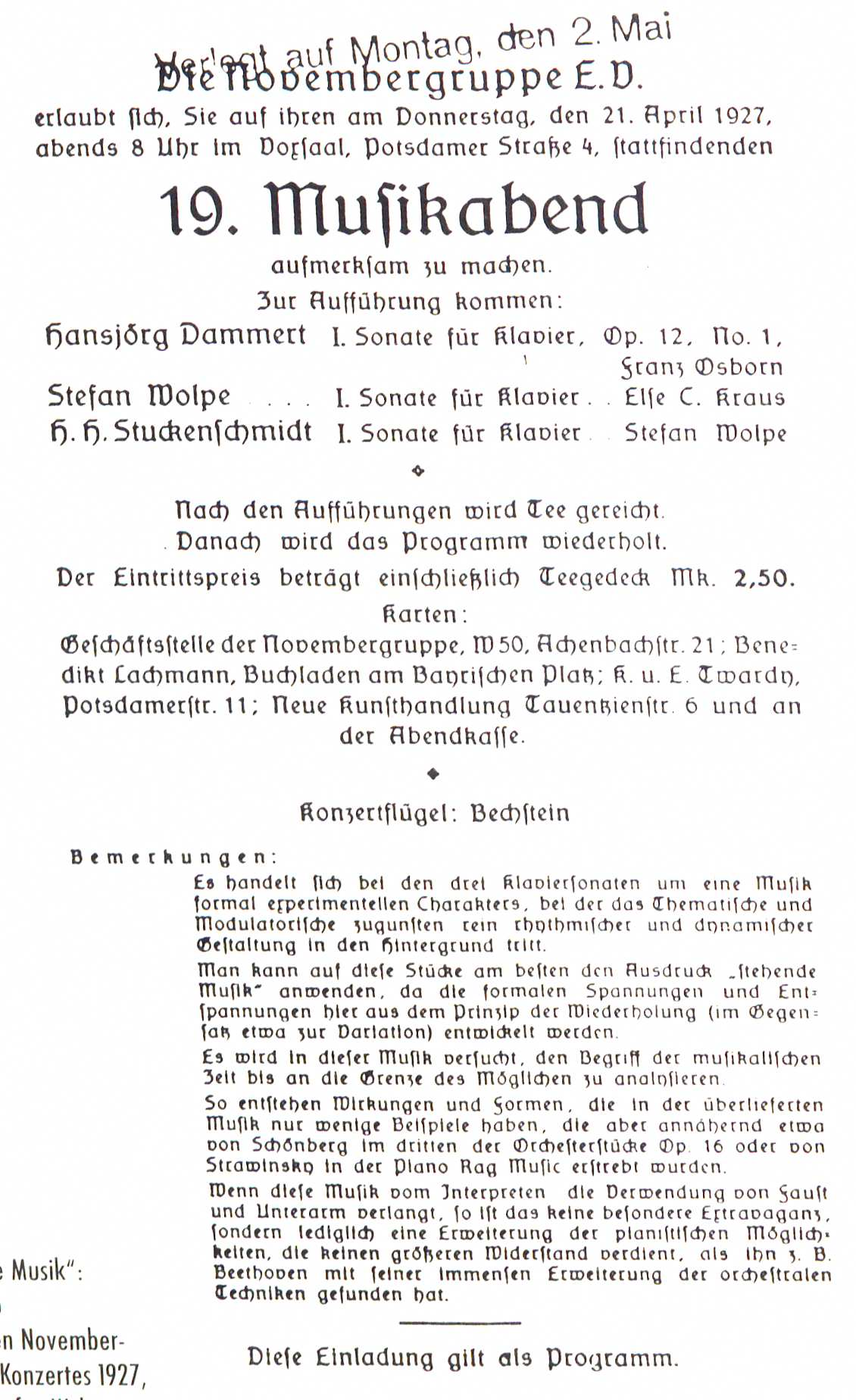
Musikabend 1927

Die Novembergruppe war eine am 3. Dezember 1918 in Berlin gegründete Künstlervereinigung, die zumeist mehr als 120 Mitglieder hatte. Namengebend war die Novemberrevolution 1918. Nach der Machtübergabe an Hitler 1933 musste die Künstlergruppe ihre Arbeit einstellen. 1935 wurde ihr Ende mit der Streichung aus dem Vereinsregister der Stadt besiegelt.

## Geschichte der Künstlergruppe
Nach ihrer Gründungsversammlung vom 3. Dezember 1918 veröffentlichte die Novembergruppe in der expressionistischen Zeitschrift Die schöne Rarität einen Aufruf, der am 13. Dezember 1918 auch als Rundschreiben an Künstler in ganz Deutschland verschickt wurde und in dem um weitere Mitglieder geworben wurde.
In der Potsdamer Straße 113 (im Zweiten Weltkrieg zerstört, auf Höhe der heutigen Nr. 81) befand sich die erste Geschäftsstelle der Vereinigung. Das Haus gehörte dem Kunsthändler und Verleger Wolfgang Gurlitt. Die Künstler und Gründungsmitglieder César Klein und insbesondere Max Pechstein waren schon länger mit dem Kunsthändler verbunden.
In den ersten Monaten traten 170 Künstler der neugegründeten Novembergruppe bei: Allein 49 von ihnen kamen aus dem Redaktionsumfeld von Herwarth Waldens Zeitschrift Sturm. Zu Beginn schlossen sich der Künstlergruppe italienische Futuristen, bedeutende DADA-Künstler sowie wichtige Bauhaus-Mitglieder, von denen einige zum älteren Werkbund gehörten, an.

### Weimarer Republik
Die Künstler der Novembergruppe bezeichneten sich selbst als radikal und revolutionär. Ihre Arbeit, ähnlich wie die des Arbeitsrats für Kunst, zu dem sie in engem Verhältnis standen, sollte die soziale Revolution in Deutschland unterstützen. In der Satzung vom 16. Dezember 1918 wurden grundlegende „Richtlinien“ der Vereinigung definiert, dessen maßgebliches Ziel der Künstler war die Vereinigung von Kunst und Volk. In den Richtlinien der Novembergruppe vom Januar 1919 hieß es u. a.:
I. Die „Novembergruppe“ ist die (deutsche) Vereinigung der radikalen bildenden Künstler.
II. Die „Novembergruppe“ ist kein wirtschaftlicher Schutzverband, kein (bloßer) Ausstellungsverein.
Darüber hinaus versuchte die Gruppe, Einfluss auf öffentlich kulturelle Aufgaben zu nehmen, u. a. forderten sie ein Mitspracherecht bei öffentlichen Bauaufgaben, bei der Reform der Kunsthochschulen und bei der Neuorganisation von Museen.
Um sich in das Vereinsregister eintragen zu lassen, formulierte die Vereinigung in der Satzung als Zweck ihres Zusammenschlusses die „Vertretung und Förderung ihrer künstlerischen Interessen“ und gab sich eine Organisationsform, die in den folgenden Jahren mit leichten Modifikationen Bestand hatte. Der Vorstand bestand aus einem Vorsitzenden, einem Schriftführer und einem Kassierer. Die Vereinigung ließ sich am 20. August 1920 in das Berliner Vereinsregister eingetragen.
Charakteristisch für die Künstler der Novembergruppe war ein Stil-Synkretismus, der häufig als Kubofutoexpressionismus bezeichnet wurde. Die Wortschöpfung bezieht sich auf Kubismus, Futurismus und Expressionismus. Die Novembergruppe war für die Vielfalt ihrer Stile und Disziplinen bekannt, wird allerdings auch für diese Uneinheitlichkeit und die damit verbundene schwierige stilistische Einordnungsmöglichkeit kritisiert. Diese Vielfalt reichte vom Expressionismus und Kubismus bis zum Konstruktivismus und repräsentierte „eine Mitte zwischen visionärer und lyrischer Expressivität, konstruktiver Bildorganisation und einer empfindsamen und milieubetonten Sachlichkeit“.
Von Juli bis Dezember 1920 gab die Novembergruppe sechs Hefte der Zeitschrift Der Kunsttopf heraus. In den Texten wurde die liberale Haltung der Autoren, die aus Mitgliedern der Vereinigung als auch aus Gästen bestand, wiedergeben. Die zahlreichen Abbildungen dokumentierten das heterogene stilistische Spektrum, das die Novembergruppe vertrat. Wiederkehrende Themen waren die gesellschaftliche Verantwortung der Kunst und die Öffnung der Disziplinen zu gemeinschaftlicher Arbeit.
Anfang 1921 versuchte Raoul Hausmann eine Führungsrolle in der Novembergruppe einzunehmen. Er entwarf im Januar eine Skizze zur Neugestaltung des Kunsttopfs. Zusammen mit Hans Siebert von Heister gab Hausmann eine neue Zeitschrift mit dem Titel NG. Veröffentlichung der Novembergruppe heraus, deren Umschlang durch die Künstlerin Hannah Höch gestaltet wurde. Das Projekt wurde bereits nach einem Heft eingestellt.
Mit der Auflösung des Arbeitsrates für Kunst im Frühjahr 1921 traten viele Architekten, die bislang in dieser Vereinigung organisiert waren, der Novembergruppe bei. Im gleichen Jahr formulierten besonders Künstler aus dem linken Flügel der Novembergruppe einen Aufruf, der sich gegen die Verbürgerlichung der Künstlervereinigung wandte. Der Aufruf war von Otto Dix, George Grosz, Raoul Hausmann, John Heartfield, Hannah Höch, Rudolf Schlichter und Georg Scholz unterzeichnet und in der Zeitschrift Der Gegner veröffentlicht worden.
Am 20. Januar 1922 wurde von der Generalversammlung der Novembergruppe die Aufnahme von Schriftstellern und Tonkünstlern beschlossen. Die Musiksektion war mit der Leitung durch Max Butting (später von Hans Heinz Stuckenschmidt abgelöst) mit ihrer Workshop-Arbeit eine der produktivsten Kräfte. Zudem wurde 1922 die dezentrale Arbeit der Novembergruppe mit den Ortsgruppen aufgegeben.
Auf Initiative der Künstlervereinigung Das Junge Rheinland kam es im März 1922 in Düsseldorf zur Gründung des Kartells fortschrittlicher Künstlergruppen Deutschlands, dem sich neben der Dresdener Sezession, der Darmstädter Sezession sowie der Dresdener Gruppe Die Schaffenden auch die Novembergruppe anschloss. Die Novembergruppe wurde als wichtiger Bestandteil in das Kartell integriert.
Ende 1924 übernahm Ludwig Mies van der Rohe den Vorsitz der Vereinigung. Dieser schlägt im Januar 1925 vor, die Geschäftsführung der Gruppe in kaufmännischer Hinsicht zu professionalisieren. Daraufhin wurde Hugo Graetz zum Geschäftsführer und die Geschäftsstelle der Vereinigung wurde in seine Galerie (Kunsthandlung Hugo Graetz) verlegt, die sich in der Achenbachstraße 21 (auf Höhe der heutigen Lietzenburger Straße 33) in Berlin-Schöneberg befand.
Am 3. und 10. Mai 1925 veranstaltete die Novembergruppe in Zusammenarbeit mit der Kulturabteilung der UFA die Matinée Der absolute Film im Ufa-Palast am Kurfürstendamm. Es wurden abstrakte und surrealistische Avantgardefilme von deutschen und französischen Künstlern u. a. von Ludwig Hirschfeld-Mack und Francis Picabia präsentiert. Die Matinee gilt als die erste öffentliche Vorführung des abstrakten Films in Deutschland und zugleich als Höhepunkt der Experimente zum absoluten Film. Die Künstler waren überzeugt, dass die Erfahrung der beschleunigten Bewegung des technischen Zeitalters eine neue Kunst erforderten und sie suchten durch den Film nach neuen, innovativen Darstellungsformen, um eine echte Bewegungskunst zu schaffen. Die Berliner Presse verurteile die Vorführung scharf.
Anfang des Jahres 1927 verließen bis auf Alfred Gellhorn sämtliche Architekten die Novembergruppe und versuchten ihr Interesse in der Architektenvereinigung Der Ring zu vertreten. Auch einige bildende Künstler und Musiker traten 1927 aus der Novembergruppe aus. Der Verlust so vieler prominenter Mitstreiter stürzte die Vereinigung, die ab diesem Zeitpunkt aus rund 72 festen Mitgliedern bestand, in eine ernsthafte Krise.
Die Gruppe trennte sich im Frühjahr 1930 von ihrem Geschäftsführer Hugo Graetz und verlegte ihre Geschäftsstelle in die Räume der Galerie Die Kunststube, die sich in der Königin-Augusta-Straße 22 (heute: Reichpietschufer, auf Höhe der Hausnummer 48) befand. Hier präsentierten bereits mehrfach Mitglieder ihre Werke, u. a. Otto Möller und Arthur Segal. Die Leitung der Kunsthandlung lag in den Händen von Ludwig Hermann Schütze und Charlotte Luke.
Die Novembergruppe veranstaltete regelmäßig Künstlerfeste, Kostümfeste, Atelierbesuche, literarische und musikalische Veranstaltungsreihen.

#### Ausstellungen
Als wichtigstes Mittel der Selbstdarstellung wurden regelmäßig Ausstellungen organisiert. Alljährlich waren die Mitglieder der Künstlergruppe auf der Großen Berliner Kunstausstellung mit einem eigenen Raum Novembergruppe vertreten. Darüber hinaus stellten sie gemeinsam mit den Künstlern ihrer über die Republik verstreuten Ortsgruppen (Hallische Künstlergruppe, Kräfte, Die Kugel) aus.
Zu ihren Ausstellungen lud die Novembergruppe bedeutende internationale Künstler oder Vertreter von Künstlergruppen ein. So waren 1919 Marc Chagall, 1920 Georges Braque, Fernand Léger und Marie Laurencin, 1922 Henryk Berlewi und 1923 El Lissitzky (mit seinem legendären Proun-Raum) in der Abteilung der Novembergruppe auf der Großen Berliner Kunstausstellung vertreten. Ebenfalls 1923 gehörten Iwan Puni und László Péri zu den Ausstellenden.
Im Frühjahr 1922 beteiligte sich das Kartell fortschrittlicher Künstlergruppen, zu der auch die Novembergruppe gehörte, geschlossen an der Ersten internationalen Kunstausstellung in den Räumen des Düsseldorfer Warenhauses Leonhard Tietz.
Zu den wichtigsten internationalen Ausstellungskooperationen gehörte eine Grafikausstellung, die in Zusammenarbeit mit den italienischen Futuristen in der Casa d’Arte in Rom vom 23. Oktober bis Ende November 1920 stattfand und von Filippo Tommaso Marinetti und dem Novembergruppen-Mitglied Enrico Prampolini arrangiert wurde.
1921 war die Vereinigung vom 5. Februar bis 6. März auf Einladung der niederländischen Künstlergruppe De Onafhankelijken auf der 16. Juryfreien Kunstausstellung im Stedelijk Museum in Amsterdam vertreten.
Im Oktober 1924 fand in Moskau die Erste Allgemeine Deutsche Kunstausstellung in Sowjet-Rußland statt, die im Anschluss nach Leningrad (heute: Sankt Petersburg) und Saratow wanderte. Es beteiligten sich 13 deutsche Künstlervereinigungen, wobei die Novembergruppe mit 24 Künstlern die am stärksten vertretene Gruppe war. Die Schau wurde zu einem großen Erfolg beim russischen Publikum, dem die deutsche Kunst bis dahin weitgehend unbekannt war.
1925 beteiligte sich eine geschlossene Gruppe Prager Architekten an der Ausstellung der Novembergruppe auf der Großen Berliner Kunstausstellung. 1926 waren mehr als 30 Architekten aus der Novembergruppe an der Berliner Baukunst-Ausstellung beteiligt. Die Novembergruppe war auch 1926 auf der Großen Berliner Kunstausstellung mit einer eigenen Abteilung vertreten. Die von der Novembergruppe organisierte Kasimir-Malewitsch-Schau 1927 war einer der Höhepunkte ihrer Ausstellungsgeschichte.
Darüber hinaus stellte die Vereinigung auch immer wieder in lokalen Galerien in Berlin aus: so fand im April/Mai 1920 eine Ausstellung in der Galerie Gurlitt statt. Vom 4. bis 30. November 1920 folgte eine kleinere Ausstellung der Novembergruppe im Buch- und Kunstantiquariat Fraenkel & Co (Josef Altmann). Josef Altmann, der die kleine Galerie seit 1914 führte, kann als erster Kunsthändler der Novembergruppe gelten, der auch einzelne Mitglieder vertrat. Altmanns Galerie zeigte vom 1. bis 30. November 1921 erneut eine Gruppenausstellung.

#### Frauen in der Novembergruppe
Wie in anderen revolutionären Künstlervereinigungen fanden sich in der Mitgliederliste der Novembergruppe nur wenige Frauen. Von den 49 Gründungsmitgliedern aus dem Sturm-Kreis war mit Hilla Rebay nur eine einzige Frau dabei, obwohl im Umkreis des Sturm eine große Zahl von Frauen aktiv waren. Anders war dies bei Ausstellungen der Novembergruppe. Hier beteiligten sich mehrere Frauen in der Kunst, neben Hannah Höch und Marie Laurencin beispielsweise auch Emy Roeder, Ines Wetzel und Emmy Klinker.

### Nationalsozialismus
Nach der Machtübernahme der Nationalsozialisten werden im Frühjahr 1933 alle Künstler- und Kunstvereine gleichgeschaltet. Dies ist faktisch mit einem Ausstellungsverbot für die Novembergruppe gleichzusetzen. Wie alle avantgardistischen Zusammenschlüsse war es auch der Novembergruppe nicht mehr gestattet, an der Großen Berliner Kunstausstellung teilzunehmen. Dem Verein wurde offiziell am 24. Juli 1935 die Rechtsfähigkeit entzogen. Ob die Auflösung der Novembergruppe selbst beantragt oder erzwungen wurde, lässt sich aufgrund der lückenhaften Aktenlage nicht mit Gewissheit sagen.
Von den Nationalsozialisten wurde die Novembergruppe als Rote Novembergruppe bezeichnet. Wegen ihres Einsatzes für Abstraktion und Atonalität wurden ihre Mitglieder als bolschewistisch beschimpft. In der Schmähschrift Säuberung des Kunsttempels von Wolfgang Willrich wurden 174 ehemalige Mitglieder und Gäste der Vereinigung namentlich aufgeführt und als „entartet“ an den öffentlichen Pranger gestellt. Wie viele Avantgardekünstler wurden auch ehemalige Angehörige der Novembergruppe aus öffentlichen Ämtern entlassen. Nach Oskar Schlemmers Angaben begann die Auflösung der Künstlergruppe schon 1932.

## Gründungsmitglieder
Initiatoren der Gründung waren hauptsächlich die Maler Max Pechstein, César Klein, Bernhard Klein (1888–1967), Georg Tappert, Moriz Melzer und Heinrich Richter-Berlin, die in der 1914 aufgelösten Neuen Secession in Berlin tätig gewesen waren. An der ersten Sitzung vom 3. Dezember 1918, bei der die Gründung besiegelt wurde, nahmen ferner teil: die Maler Karl Jakob Hirsch, Bernhard Hasler, Richard Janthur, Rudolf Bauer, Bruno Krauskopf, Otto Freundlich, Wilhelm Schmid, der Bildhauer Rudolf Belling und der Architekt Erich Mendelsohn. In dieser personellen Zusammensetzung formierten sich die ersten Arbeitsausschüsse der Novembergruppe.

## Mitglieder
Eine genaue Bestimmung der Mitglieder ist durch Fluktuation und den Mangel an Dokumenten nahezu unmöglich. Nach dem Stand der Forschung der Berlinischen Galerie im Rahmen des Ausstellungsprojektes Freiheit! Die Kunst der Novembergruppe (2018) sind drei Mitgliederlisten überliefert. Georg Tappert erstellte 1918 eine handschriftliche Mitgliederliste, die sich heute im Nachlass von Walter Gropius im Bauhaus-Archiv Berlin befindet. Eine zweite Liste mit dem Mitgliederstand der Novembergruppe wurde im Katalog von 1925 abgedruckt. Eine dritte Mitgliederliste von 1930 wurde vom Geschäftsführer der Novembergruppe, Hugo Graetz, erstellt, von der sich eine Abschrift heute im Archiv der Akademie der Künste in Berlin befindet.
Unter den meist über 120 Mitgliedern waren Architekten, Maler, Musiker und Kunsttheoretiker. Im Folgenden findet eine Auflistung der Mitglieder alphabetisch nach Anfangsbuchstaben des Nachnamens statt:

### A
- Josef Achmann (vermerkt auf Mitgliederliste von 1918)[28]
- Jankel Adler (vermerkt auf Mitgliederliste von 1930)[30]
- Lou Albert-Lasard
- Peter Alma
- Fred Angermayer
- George Antheil
- Hans Arp (vermerkt auf Mitgliederliste von 1918,[28] 1925[29] und 1930)[30]
- Rudolf Ausleger

### B
- Willi Baumeister (vermerkt auf Mitgliederliste von 1925[29] und 1930)[30]
- Herbert Bayer (vermerkt auf Mitgliederliste von 1930)[30]
- Peter Behrens (vermerkt auf Mitgliederliste von 1925)[29]
- Herbert Behrens-Hangeler (vermerkt auf Mitgliederliste von 1930)[30]
- Rudolf Belling (vermerkt auf Mitgliederliste von 1925[29] und 1930)[30]
- Róbert Berény
- Henryk Berlewi
- Rüdiger Berlit (vermerkt auf Mitgliederliste von 1918)[28]
- Otto Beyer
- Peter August Böckstiegel (vermerkt auf Mitgliederliste von 1918)[28]
- Xenia Boguslawskaja (vermerkt auf Mitgliederliste von 1930)[30]
- Hans Brass
- Nikolaus Braun (vermerkt auf Mitgliederliste von 1930)[30]
- Marcel Breuer (vermerkt auf Mitgliederliste von 1930)[30]
- Max Butting (vermerkt auf Mitgliederliste von 1925)[29]

### C
- Heinrich Campendonk (vermerkt auf Mitgliederliste von 1918[28] und 1930)[30]
- Franciska Clausen

### D
- Heinrich Maria Davringhausen
- Walter Dexel (vermerkt auf Mitgliederliste von 1925)[29]
- Otto Dix
- Carl Döbel
- Kinner von Dressler (vermerkt auf Mitgliederliste von 1925[29] und 1930)[30]
- Friedrich Peter Drömmer (vermerkt auf Mitgliederliste von 1930)[30]
- Ewald Dülberg (vermerkt auf Mitgliederliste von 1918)[28]
- Max Dungert (vermerkt auf Mitgliederliste von 1925[29] und 1930)[30]

### E
- Heinrich Eberhard (vermerkt auf Mitgliederliste von 1918[28] und 1930)[30]
- A. Eberhardt (vermerkt auf Mitgliederliste von 1925[29] und 1930)[30]
- Josef Eberz (vermerkt auf Mitgliederliste von 1918,[28] 1925[29] und 1930)[30]
- Viking Eggeling (vermerkt auf Mitgliederliste von 1925)[29]
- Heinrich Ehmsen (vermerkt auf Mitgliederliste von 1930)[30]
- Hanns Eisler (vermerkt auf Mitgliederliste von 1930)[30]
- Ignaz Epper (vermerkt auf Mitgliederliste von 1925)[29]

### F
- Anton Faistauer (vermerkt auf Mitgliederliste von 1918)[28]
- Friedrich Feigl (vermerkt auf Mitgliederliste von 1918)[28]
- Lyonel Feininger (vermerkt auf Mitgliederliste von 1925[29] und 1930)[30]
- Conrad Felixmüller (vermerkt auf Mitgliederliste von 1918[28] und 1930)[30]
- Oskar Fischer (vermerkt auf Mitgliederliste von 1925[29] und 1930)[30]
- Peter Foerster (vermerkt auf Mitgliederliste von 1925)[29]
- Fred Forbát (vermerkt auf Mitgliederliste von und 1930)[30]
- Hans Freese (vermerkt auf Mitgliederliste von 1918,[28] 1925[29] und 1930)[30]
- Otto Freundlich
- Theodor Fried (vermerkt auf Mitgliederliste von 1930)[30]
- Alexander Friedrich (vermerkt auf Mitgliederliste von 1918)[28]
- Ernst Fritsch
- Heinz Fuchs (vermerkt auf Mitgliederliste von 1918[28] und 1925)[29]

### G
- Alfred Gellhorn (vermerkt auf Mitgliederliste von 1925[29] und 1930)[30]
- Paul Goesch (vermerkt auf Mitgliederliste von 1925)[29]
- Arthur Goetz
- Jefim Golyscheff (vermerkt auf Mitgliederliste von 1918)[28]
- Werner Gothein (vermerkt auf Mitgliederliste von 1918)[28]
- Hugo Graetz
- Gottfried Graf (vermerkt auf Mitgliederliste von 1925[29] und 1930)[30]
- Walter Gramatté (vermerkt auf Mitgliederliste von 1918)[28]
- Otto Griebel (vermerkt auf Mitgliederliste von 1925[29] und 1930)[30]
- Walter Gropius (vermerkt auf Mitgliederliste von 1925)[29]
- Otto Großmann (vermerkt auf Mitgliederliste von 1918)[28]
- George Grosz (vermerkt auf Mitgliederliste von 1930)[30]
- Paul Grunwaldt (vermerkt auf Mitgliederliste von 1925)[29]

### H
- Hugo Häring (vermerkt auf Mitgliederliste von 1925)[29]
- Erwin Hahs (vermerkt auf Mitgliederliste von 1918)[28]
- Bernhard Hasler (vermerkt auf Mitgliederliste von 1930)[30]
- Emil van Hauth (vermerkt auf Mitgliederliste von 1930)[30]
- Gustav Havemann (vermerkt auf Mitgliederliste von 1925)[29]
- John Heartfield (vermerkt auf Mitgliederliste von 1930)[30]
- Wilhelm Heckrott (vermerkt auf Mitgliederliste von 1925[29] und 1930)[30]
- Hans Siebert von Heister (vermerkt auf Mitgliederliste von 1925[29] und 1930)[30]
- Wieland Herzfelde (vermerkt auf Mitgliederliste von 1930)[30]
- Oswald Herzog (vermerkt auf Mitgliederliste von 1918,[28] 1925[29] und 1930)[30]
- Ludwig Hilberseimer (vermerkt auf Mitgliederliste von 1925)[29]
- Karl Jakob Hirsch (vermerkt auf Mitgliederliste von 1918,[28] 1925[29] und 1930)[30]
- Leon Hirsch (vermerkt auf Mitgliederliste von 1925[29] und 1930)[30]
- Hannah Höch (vermerkt auf Mitgliederliste von 1925[29] und 1930)[30]
- Bernhard Hoetger (vermerkt auf Mitgliederliste von 1918)[28]
- Lothar Homeyer (vermerkt auf Mitgliederliste von 1918,[28] 1925[29] und 1930)[30]
- Jascha Horenstein (vermerkt auf Mitgliederliste von 1930)[30]

### I
- Johannes Itten (vermerkt auf Mitgliederliste von 1930)[30]

### J
- Philipp Jarnach (vermerkt auf Mitgliederliste von 1925)[29]
- Alexej Jawlensky (vermerkt auf Mitgliederliste von 1930)[30]
- Andreas Jawlensky (vermerkt auf Mitgliederliste von 1930)[30]

### K
- Walter Kampmann (vermerkt auf Mitgliederliste von 1925[29] und 1930)[30]
- Wassily Kandinsky (vermerkt auf Mitgliederliste von 1925[29] und 1930)[30]
- Joachim Karsch (vermerkt auf Mitgliederliste von 1930)[30]
- Rita Kersten-Andexer (vermerkt auf Mitgliederliste von 1918)[28]
- Martin Kessel (vermerkt auf Mitgliederliste von 1925)[29]
- Georg Kind (vermerkt auf Mitgliederliste von 1918)[28]
- Bernhard Klein (vermerkt auf Mitgliederliste von 1918,[28] 1925[29] und 1930)[30]
- César Klein (vermerkt auf Mitgliederliste von 1918,[28] 1925[29] und 1930)[30]
- Fritz Klein (vermerkt auf Mitgliederliste von 1925[29] und 1930)[30]
- Oskar Kokoschka (vermerkt auf Mitgliederliste von 1918)[28]
- Arthur Korn (vermerkt auf Mitgliederliste von 1925)[29]
- Heinrich Kosina (vermerkt auf Mitgliederliste von 1925[29] und 1930)[30]
- Heinrich Kosnick (vermerkt auf Mitgliederliste von 1930)[30]
- Hans Krebs (vermerkt auf Mitgliederliste von 1925)[29]
- Issai Kulvianski (vermerkt auf Mitgliederliste von 1930)[30]
- Alfred Kubin (vermerkt auf Mitgliederliste von 1918)[28]

### L
- Otto Lange (vermerkt auf Mitgliederliste von 1918,[28] 1925[29] und 1930)[30]
- Eva Lau (vermerkt auf Mitgliederliste von 1918)[28]
- Georg Leschnitzer (vermerkt auf Mitgliederliste von 1918)[28]
- El Lissitzky
- Alfred Lomnitz (vermerkt auf Mitgliederliste von 1930)[30]
- Hans Luckhardt (vermerkt auf Mitgliederliste von 1925)[29]
- Wassili Luckhardt (vermerkt auf Mitgliederliste von 1925)[29]

### M
- Thilo Maatsch (vermerkt auf Mitgliederliste von 1930)[30]
- Hans Mattis-Teutsch
- Ewald Mataré (vermerkt auf Mitgliederliste von 1925[29] und 1930)[30]
- Max Hermann Maxy (vermerkt auf Mitgliederliste von 1925[29] und 1930)[30]
- Ludwig Meidner (vermerkt auf Mitgliederliste von 1918)[28]
- Moriz Melzer (vermerkt auf Mitgliederliste von 1918,[28] 1925[29] und 1930)[30]
- Erich Mendelsohn (vermerkt auf Mitgliederliste von 1918)[28]
- Carlo Mense (vermerkt auf Mitgliederliste von 1925[29] und 1930)[30]
- Ludwig Mies van der Rohe (vermerkt auf Mitgliederliste von 1925[29])
- Otto Möller (vermerkt auf Mitgliederliste von 1918,[28] 1925[29] und 1930)[30]
- Rudolf Möller (vermerkt auf Mitgliederliste von 1918,[28] 1925[29] und 1930)[30]
- László Moholy-Nagy (vermerkt auf Mitgliederliste von 1930)[30]
- Johannes Molzahn
- Georg Muche (vermerkt auf Mitgliederliste von 1930)[30]
- Albert Mueller (vermerkt auf Mitgliederliste von 1925[29] und 1930)[30]
- Otto Mueller (vermerkt auf Mitgliederliste von 1918)[28]

### N
- Otto Nagel (vermerkt auf Mitgliederliste von 1930)[30]
- Ernest Neuschul (vermerkt auf Mitgliederliste von 1930)[30]

### O
- Jacobus Johannes Pieter Oud (vermerkt auf Mitgliederliste von 1925[29] und 1930)[30]

### P
- Max Pechstein (vermerkt auf Mitgliederliste von 1918)[28]
- László Péri
- Felix Petyrek (vermerkt auf Mitgliederliste von 1925)[29]
- Hans Poelzig (vermerkt auf Mitgliederliste von 1925)[29]
- Fritz Pollack (vermerkt auf Mitgliederliste von 1930)[30]
- Enrico Prampolini (vermerkt auf Mitgliederliste von 1925)[29]
- Iwan Puni (vermerkt auf Mitgliederliste von 1930)[30]
- Carl Puxkandl (vermerkt auf Mitgliederliste von 1925[29] und 1930)[30]

### R
- Franz Radziwill (vermerkt auf Mitgliederliste von 1930)[30]
- Anne Ratkowski
- Hilla von Rebay
- Walter Reger (vermerkt auf Mitgliederliste von 1925[29] und 1930)[30]
- Hans Richter (vermerkt auf Mitgliederliste von 1918[28] und 1930)[30]
- Heinrich Richter-Berlin (vermerkt auf Mitgliederliste von 1918,[28] 1925[29] und 1930)[30]
- Joachim Ringelnatz (vermerkt auf Mitgliederliste von 1930)[30]
- Karl Rössing (vermerkt auf Mitgliederliste von 1930)[30]
- Christian Rohlfs (vermerkt auf Mitgliederliste von 1930)[30]
- Elisabeth Ronget
- Berti Rosenberg (vermerkt auf Mitgliederliste von 1925)[29]
- Kurt Hermann Rosenberg (vermerkt auf Mitgliederliste von 1925[29] und 1930)[30]
- Walter Ruttmann (vermerkt auf Mitgliederliste von 1925[29] und 1930)[30]

### S
- Edwin Scharff (vermerkt auf Mitgliederliste von 1918)[28]
- Margarete Scheel (vermerkt auf Mitgliederliste von 1918)[28]
- Hermann Scherchen (vermerkt auf Mitgliederliste von 1930)[30]
- Oskar Schlemmer (vermerkt auf Mitgliederliste von 1925)[29]
- Rudolf Schlichter (vermerkt auf Mitgliederliste von 1930)[30]
- Wilhelm Schmid (vermerkt auf Mitgliederliste von 1918,[28] 1925[29] und 1930)[30]
- Paul Schmolling (vermerkt auf Mitgliederliste von 1925[29] und 1930)[30]
- Georg Schrimpf (vermerkt auf Mitgliederliste von 1918,[28] 1925[29] und 1930)[30]
- Richard Schrötter (vermerkt auf Mitgliederliste von 1930)[30]
- Kurt Schwerdtfeger (vermerkt auf Mitgliederliste von 1930)[30]
- Kurt Schwitters (vermerkt auf Mitgliederliste von 1918)[28]
- Arthur Segal (vermerkt auf Mitgliederliste von 1925[29] und 1930)[30]
- Lasar Segall (vermerkt auf Mitgliederliste von 1925[29] und 1930)[30]
- Hans Soeder (vermerkt auf Mitgliederliste von 1925[29] und 1930)[30]
- Meta Speier (vermerkt auf Mitgliederliste von 1930)[30]
- Hans Spiegel (vermerkt auf Mitgliederliste von 1925[29] und 1930)[30]
- Walter Spies
- Mart Stam (vermerkt auf Mitgliederliste von 1925[29] und 1930)[30]
- Heinrich Stegemann (vermerkt auf Mitgliederliste von 1925)[29]
- Milly Steger (vermerkt auf Mitgliederliste von 1918)[28]
- Gertrud Stemmler (vermerkt auf Mitgliederliste von 1925[29] und 1930)[30]
- Irma Stern
- Franz Stock (vermerkt auf Mitgliederliste von 1925[29] und 1930)[30]
- William Straube (vermerkt auf Mitgliederliste von 1918)[28]
- Fritz Stuckenberg (vermerkt auf Mitgliederliste von 1930)[30]
- Hans Heinz Stuckenschmidt (vermerkt auf Mitgliederliste von 1930)[30]

### T
- Georg Tappert (vermerkt auf Mitgliederliste von 1918,[28] 1925[29] und 1930)[30]
- Bruno Taut (vermerkt auf Mitgliederliste von 1925)[29]
- Max Taut (vermerkt auf Mitgliederliste von 1925)[29]
- Heinrich Tessenow (vermerkt auf Mitgliederliste von 1925)[29]
- Heinz Tiessen (vermerkt auf Mitgliederliste von 1925)[29]
- Eduard Trautner (vermerkt auf Mitgliederliste von 1925)[29]

### U
- Rudolf Utzinger (vermerkt auf Mitgliederliste von 1925)[29]

### V
- Karl Völker (vermerkt auf Mitgliederliste von 1925[29] und 1930)[30]
- Wladimir Rudolfowitsch Vogel (vermerkt auf Mitgliederliste von 1930)[30]

### W
- Nicolai Wassiliew (vermerkt auf Mitgliederliste von 1930)[30]
- Vincent Weber (vermerkt auf Mitgliederliste von 1930)[30]
- Kurt Weill (vermerkt auf Mitgliederliste von 1925[29] und 1930)[30]
- Ines Wetzel (vermerkt auf Mitgliederliste von 1930)[30]
- Gustav Wiethüchter (vermerkt auf Mitgliederliste von 1930)[30]
- Carel Willink
- Gert Wollheim
- Stefan Wolpe (vermerkt auf Mitgliederliste von 1930)[30]

### Z
- Willy Zierath (vermerkt auf Mitgliederliste von 1918)[28]

## Veröffentlichungen
- Aufruf an alle Künstler. 47 S. Berlin 1919. Beiträge von Johannes R. Becher, Kurt Eisner, Konrad Haenisch, Walter Hasenclever, Bernhard Kellermann, Ludwig Meidner, Max Pechstein und Paul Zech. Diverse Bildbeigaben. Umschlag Max Pechstein.
- Der Kunsttopf. Monatsschrift. 1. Ausgabe. Juli 1920. Es erschienen nur sechs Ausgaben. 6. Heft Dezember 1920.